# Vuelo 111 de Aeroméxico
El vuelo 111 de Aeroméxico, del 2 de junio de 1958, fue un vuelo comercial con la ruta Tijuana - Mazatlán - Guadalajara - Ciudad de México - Acapulco, que culminó en una de las mayores tragedias aéreas de las que el país había sido testigo hasta ese entonces. La aeronave implicada era un avión Lockheed Constellation L-749, que luego de despegar del Aeropuerto Internacional de Guadalajara a las 21:53 horas, tiempo de México, se estrelló en el Cerro Latillas, en el Municipio de Tlajomulco de Zúñiga, a las 22:06 horas.

## Secuencia de eventos
El avión Lockheed Constellation tetramotor (de cuatro hélices) con número de registro XA-MEV, propiedad de Aeronaves de México, hoy Aeroméxico, tenía planeada una escala más, en la Ciudad de México, antes de dirigirse a su destino final: el Aeropuerto Internacional de Acapulco, en el estado de Guerrero.
El avión, al reanudar su vuelo en Guadalajara, transportaba 39 pasajeros y siete tripulantes. Todos fallecieron.

### Pasajeros
Los 16 pasajeros que abordaron la aeronave en Guadalajara fueron:
- José María Sainz Aldrete (industrial de aceites comestibles)
- José Luis Arregui Zepeda, hermano del ingeniero civil Felipe Arregui Zepeda, futuro constructor del Estadio Jalisco,[4] financiado por el Banco de Zamora y la Compañía General de Aceptaciones de Monterrey
- Dionisio Fernández Sahagún, cofundador de la Universidad Autónoma de Guadalajara (UAG)[5][6] y padre del periodista José Antonio Fernández Salazar (1 de febrero de 1956-5 de septiembre de 2018)
- Raúl Velasco Reyes
- José Manuel Ramos Flores
- Guillermo Álvarez Ochoa
- Magdalena de la Peña
- Raúl González
- Luis Chávez
- Luisa A. de Chávez
- María P. viuda de Flores
- Eva Guadalupe Ramos López
- Óscar de la Mora
- Jorge Lima
- Gustavo Berdejo
- Agustín González.[7][1]

En Tijuana habían abordado:
- Teresa Rocha Salas
- Guadalupe Chávez
- Jaime Guarro
- Luis Concories
- Gail Tering
- Michel Torse
- E. Werner
- Alfredo Gayou
- Leonora Lipghutz
- John T. Griffith
- Gladys Ernie Kelly
- Gladdy Irano
- Jack Overtton
- Vicente Benítez
- Gloria Zúñiga
- Sergio Muñiz
- Carlos Vázquez H.
- Corinne Morison
- Andrey Smith
- Oceanógrafo estadounidense Townsend Cromwell (Boston, Massachusetts, 3 de noviembre de 1922 - Tlajomulco de Zúñiga, Jalisco, 2 de junio de 1958)
- Científico de pesquerías estadounidense Bell M. Shimada (Seattle, Washington, 17 de enero de 1922 - Tlajomulco de Zúñiga, Jalisco, 2 de junio de 1958). Los dos últimos se dirigían a Acapulco para unirse a una Expedición Escocesa que estudiaba las corrientes del Océano Pacífico, con motivo del Año Geofísico Internacional 1957-1958.

Piloto y copiloto: capitanes Alfonso Ceceña Gastélum y Roberto Herrera, respectivamente. 
En el sitio del siniestro hubo pillaje, a cargo de lugareños.

## Causas
Las condiciones climáticas eran adversas, caía una intensa lluvia, pero el factor causante del accidente fueron los fallos mecánicos del avión tetramotor.